# Клімат Херсонської області
Херсо́нська о́бласть  розташована в континентальній області кліматичної зони помірних широт і характеризується помірно-континентальним кліматом з м’якою малосніжною зимою та спекотним посушливим літом.
Основні риси такого клімату формуються під впливом загальних та місцевих кліматоутворюючих факторів, головними з яких є величина сонячної радіації, атмосферна циркуляція та характер підстилаючої поверхні. 
Територія знаходиться в межах помірного поясу освітленості приблизно на 46° пн. ш. Цим визначається величина кута падіння сонячних променів на земну поверхню: приблизно від 22° в період зимового сонцестояння до 44° в дні рівнодення, та до 67° в час літнього сонцестояння.
У межах області сумарна сонячна радіація складає 4700 – 4900 МДж/м2 і змінюється за сезонами та з півночі на південь. Річна сума радіаційного балансу складає  2000 МДж/м2 на півночі; 2200 – в центрі, 2250 – на півдні області.
Найнижча температура в області спостерігається в січні. Середньомісячна температура січня становить на півночі – 4,5 °С, в центрі – 3,5-4 °С, на півдні - 3 °С (таблиця 1).
| Місяці | Херсон | Асканія Нова |
| ------ | ------ | ------------ |
| 1      | -3,2   | -3,5         |
| 2      | -2,6   | -3,0         |
| 3      | 2,2    | 1,8          |
| 4      | 9,3    | 8,8          |
| 5      | 18,5   | 15,6         |
| 6      | 20     | 20           |
| 7      | 23     | 23           |
| 8      | 21,9   | 22,0         |
| 9      | 16,8   | 16,3         |
| 10     | 10,5   | 10,2         |
| 11     | 4,1    | 3,8          |
| 12     | -0,8   | -1,0         |
| Річна  | 9,8    | 9,5          |

Починаючи з березня, температура повітря на фоні частих знижень починає зростати, спочатку поступово, потім більш інтенсивно, особливо в квітні. Найтепліший місяць – липень. Температура повітря в липні від +22°С на північному заході до + 23 °С на більшості території. Максимальна температура + 40 °С. Восени спостерігається поступовий спад температури повітря.
Загальна кількість опадів на території області невелика, складає 355 - 440 мм на рік. Розподіл опадів по території нерівномірний. Найбільше їх випадає на півночі правобережжя Херсонщини (400-430 мм), найменше - в приморській смузі (менш як  300-325 мм) на рік.
Коефіцієнт зволоження 0,3, тобто випаровуваність вища від кількості опадів. Більша частина опадів випадає в теплий період року, особливо влітку у вигляді злив. Сніговий покрив в межах області нестійкий і на створення запасу вологи в ґрунті не впливає. Для Херсонщини характерні щорічні тривалі бездощові періоди, результатом яких є посухи.
Протягом року змінюється напрям та швидкість вітру. Пізньої осені, взимку і на початку весни переважають північні, північно-східні і східні вітри, влітку -  вітри західного напрямку. Середня швидкість вітру на Херсонщині значна і становить від 3,5 до 5 м/сек - більша, ніж в Україні (3-4 м/сек). Влітку часто спостерігається суховій. Його показниками є висока температура  повітря - вище  25°С, низька відносна вологість, велика швидкість вітру. При значній тривалості суховій дуже висушує ґрунт.